# Quyền LGBT ở Montserrat
Quyền đồng tính nữ, đồng tính nam, song tính và chuyển giới ở Montserrat phải đối mặt với những thách thức pháp lý mà những người không phải LGBT không gặp phải. Hoạt động tình dục đồng giới đã được hợp pháp trong Montserrat từ năm 2001.

## Công nhận mối quan hệ đồng giới
Hôn nhân đồng giới và kết hợp dân sự không hợp pháp ở Montserrat. Hôn nhân đồng giới bị cấm theo hiến pháp vì Điều 10 (1) của Hiến pháp ghi:
Bất kể điều gì trong phần 16, mọi người đàn ông và phụ nữ trong độ tuổi kết hôn (được xác định bởi hoặc theo bất kỳ luật nào) có quyền kết hôn với người khác giới và tìm thấy một gia đình.

## Bảng tóm tắt
| Hoạt động tình dục đồng giới hợp pháp                                                                                       | (Từ năm 2001)                                 |
| Độ tuổi đồng ý | (Từ năm 2001)                                 |
| Luật chống phân biệt đối xử trong việc làm                                                                                  | (Từ năm 2010)                                 |
| Luật chống phân biệt đối xử trong việc cung cấp hàng hóa và dịch vụ                                                         | (Từ năm 2010)                                 |
| Luật chống phân biệt đối xử trong tất cả các lĩnh vực khác (bao gồm phân biệt đối xử gián tiếp, ngôn từ kích động thù địch) | (Từ năm 2010)                                 |
| Hôn nhân đồng giới | (Hiến pháp cấm từ năm 2010)                   |
| Công nhận các cặp đồng giới                                                                                                 | No                                            |
| Con nuôi của các cặp vợ chồng đồng giới                                                                                     | No                                            |
| Con nuôi chung của các cặp đồng giới                                                                                        | No                                            |
| Người LGBT được phép phục vụ công khai trong quân đội                                                                       | (Từ năm 2000; trách nhiệm của Vương quốc Anh) |
| Quyền thay đổi giới tính hợp pháp                                                                                           | No                                            |
| Truy cập IVF cho đồng tính nữ                                                                                               | No                                            |
| Mang thai hộ thương mại cho các cặp đồng tính nam                                                                           | (Cấm cho các cặp vợ chồng dị tính cũng vậy)   |
| NQHN được phép hiến máu | No                                            |